# Luis García Berlanga
Luis García Berlanga (12. června 1921 Valencie – 13. listopadu 2010 Madrid) byl španělský filmový režisér. Proslul zvláště komediemi, často satirickými. Za klasiku je ve Španělsku považována zejména komedie Vítáme vás, pane Marshalle! (¡Bienvenido, Mister Marshall!) z roku 1952, která pojednává o chudé španělské vesničce, která se snaží připravit na očekávanou americkou komisi Marshallova plánu, jež ovšem nikdy nepřijede a přijet ani nemůže. Na festivalu v Cannes získala komedie Mezinárodní cenu za film pro dobrou náladu. Snímek Svátek dobročinnosti (1961), který pojednává o městě, kde se všechny bohaté rodiny rozhodnou pozvat na Štědrý den ke stolu jednoho chudého, byl nominovaný na Oscara. Velký střet s Francovým režimem vyvolala jeho černá satirická komedie Kat z roku 1963, k níž napsal i scénář, a která na benátském festivalu získala cenu FIPRESCI. Roku 1986 Berlanga obdržel Cenu kněžny asturské.